# Bernardo I Rogério de Foix
Bernardo I Rogério de Foix (981 — 1036/1038) foi conde de Foix e de Bigorre.

## Relações Familiares
Foi filho de Rogério I de Carcassona, conde de Carcassona e de Adelaide de Ruergue, filha de Raimundo II de Ruergue, conde de Ruergue e de Tolosa e de Berta de Arles.
Casou com Garsenda de Bigorre (986 —?), filha de Garcia Arnaldo de Bigorre, conde de Bigorre e de Ricarda de Astarac, filha de Guilherme de Astarac, conde de Astarac, de quem teve:
1. Pierre-Bernard de Foix, (1071) -?) Conde de Gavarret, casado com Letegarde de Bouville.
2. Bernard II de Bigorre (1014 - 1077), Conde de Bigorre, casado com Clemência.
3. Ermesinda de Foix (1020 — 1049), casada com Ramiro I de Aragão, rei de Aragão.
4. Estefânia de Foix (1020 —?), casada com Garcia III de Navarra "O de Nájera", rei de de Navarra.
5. Rogério (? - 1064) conde de de Foix.[3]
6. Heráclio, Bispo de Bigorre em 1056.